# Маравирок
Маравирок, продаваемый под торговыми марками Selzentry (США) и Celsentri (ЕС), представляет собой антиретровирусный препарат из класса антагонистов рецепторов CCR5, используемый для лечения ВИЧ-инфекции. Он также классифицируется как ингибитор проникновения. В исследовании фазы I / II было также показано, что он снижает частоту реакции «трансплантат против хозяина» (РТПХ) у пациентов, получавших аллогенную трансплантацию костного мозга по поводу лейкемии.

## История
Маравирок, первоначально обозначенный как UK-427857, был разработан фармацевтической компанией Pfizer в ее британских лабораториях, расположенных в Сануидже. 24 апреля 2007 года консультативная группа Управление по санитарному надзору за качеством пищевых продуктов и медикаментов США (FDA), рассмотревшая заявку на новое лекарственное средство Maraviroc, единогласно рекомендовала одобрение нового лекарства, а 6 августа 2007 года препарат получил полное одобрение FDA для использования в лечении опытных пациентов.
Маравирок был одобрен для медицинского применения в Европейском Союзе в сентябре 2007 года.

## Наименование
Маравирок — это Международное непатентованное название (МНН).

## Медицинское использование
В двух рандомизированных плацебо-контролируемых клинических испытаниях сравнивали 209 человек, получавших оптимизированную терапию плюс плацебо, с 426 людьми, получавшими оптимизированную терапию плюс 150 мг маравирока один раз в день, и 414 пациентов, получавших оптимизированную терапию плюс 150 мг маравирока два раза в день. Через 48 недель 55 % участников, получавших маравирок один раз в день, и 60 % участников, получавших препарат два раза в день, достигли вирусной нагрузки менее 400 копий / мл по сравнению с 26 % участников, принимавших плацебо; около 44 % в группе маравирока, принимавшей один раз в день, и 45 % в группе, принимавшей маравирок дважды в день, имели вирусную нагрузку менее 50 копий / мл по сравнению с примерно 23 % тех, кто получал плацебо. Кроме того, у тех, кто получал ингибитор входа, среднее увеличение T-хелперы составило 110 клеток / мкл в группе, принимавшей один раз в день, 106 клеток / мкл в группе, принимавшей два раза в день, и 56 клеток / мкл в группе плацебо.

## Побочные эффекты
Маравирок может вызывать серьезные, опасные для жизни побочные эффекты. К ним относятся проблемы с печенью, кожные реакции и аллергические реакции. Аллергическая реакция может возникнуть до того, как возникнут проблемы с печенью. Официальная маркировка Selzentry содержит предупреждение о гепатотоксичности в виде черного ящика. Испытания MOTIVATE не показали клинически значимых различий в безопасности между группами маравирок и плацебо.

## Механизм действия
Маравирок — ингибитор проникновения. В частности, маравирок является отрицательным аллостерическим модулятором рецептора CCR5, который находится на поверхности определенных клеток человека. Хемокиновый рецептор CCR5 является важным корецептором для большинства штаммов ВИЧ и необходим для процесса проникновения вируса в клетку-хозяин. Препарат связывается с CCR5, тем самым блокируя связывание белка gp120 ВИЧ с рецептором. В этом случае ВИЧ не может проникнуть в человеческие макрофаги и T-лимфоциты. Поскольку ВИЧ может также использовать другие корецепторы, такие как CXCR4, необходимо провести тест на тропизм ВИЧ, такой как трофильный анализ, чтобы определить, будет ли лекарство эффективным.

## Разработки
Предложено использовать Маравирок как фармакологический сенотерапевтический препарат для лечения возрастной саркопении мышц.